# Ủy ban Y tế, Giáo dục, Lao động và Lương hưu Thượng viện Hoa Kỳ
Ủy ban Y tế, Giáo dục, Lao động và Lương hưu (tiếng Anh: United States Senate Committee on Health, Education, Labor and Pensions, thường được gọi với cách viết tắt là HELP) là một ủy ban thường trực của Thượng viện Hoa Kỳ. Ủy ban giám sát các vấn đề liên quan đến y tế, giáo dục, lao động và lương hưu. Quyền tài phán của nó mở rộng vượt ra những vấn đề này để bao gồm một số lĩnh vực cụ thể hơn, như được xác định bởi các quy tắc của Thượng viện.
Ủy ban này được thành lập lần đầu vào ngày 28 tháng 1 năm 1869 với tên gọi Ủy ban Giáo dục. Tên ủy ban sau đó đổi thành Ủy ban Giáo dục và Lao động vào ngày 14 tháng 2 năm 1870, khi vấn đề lao động được bổ sung vào các quyền của ủy ban này.
Quyền tài phán của ủy ban vào cuối thế kỷ 19 và đầu thế kỷ 20 tập trung vào các vấn đề nhân viên sự và hỗ trợ giáo dục liên bang. Trong số các vấn đề nổi bật thuộc quyền tài phán của ủy ban trong những năm 1910 và 1920 có việc tạo ra mức lương tối thiểu, tạo cơ sở cho việc thành lập Bộ Lao động, Bộ Giáo dục và Cục Trẻ em. Trong những năm 1930, ủy ban đã thông qua Đạo luật Quan hệ Lao động Quốc gia, Đạo luật Hợp đồng Công cộng Walsh – Healey năm 1936 và Đạo luật Công bằng Lao động năm 1938.
Năm 1944, vấn đề quản lý y tế được chuyển từ Ủy ban Thương mại sang Ủy ban Giáo dục và Lao động nên tên của ủy ban đã được thay đổi trong Quốc hội khóa 80 thành Ủy ban Lao động và Phúc lợi Công cộng, một phần của Đạo luật Tái Tổ chức Lập pháp năm 1946. Đạo luật cũng trao các vấn đề về phục hồi sức khỏe và giáo dục cho các cựu chiến binh cho ủy ban này. Quyền quản lý bom mìn cũng được trao cho của ủy ban vào năm 1949.
Trong Chính quyền Lyndon B. Johnson, ủy ban đã được tái tổ chức để giám sát Cuộc chiến chống đói nghèo, như một phần của Đạo luật Cơ hội Kinh tế năm 1964. Đạo luật Tái Tổ chức Lập pháp năm 1970 đã trao quyền quản lý một số vấn đề liên quan đến cựu chiến binh cho Ủy ban Các vấn đề Cựu chiến binh mới được thành lập. Trong Quốc hội khóa 95, Thượng viện đã thông qua luật mà qua đó đổi tên ủy ban này thành Ủy ban Nhân sự. Tuy nhiên, tên ủy ban một lần nữa được thay đổi trong Quốc hội khóa 96 thành Ủy ban Lao động và Nhân sự. Vào ngày 18 tháng 3 năm 1992, ủy ban đã được tái tổ chức để quản lý tất cả các lĩnh vực liên quan đến y tế, giáo dục, lao động và lương hưu. Tên ủy ban đã được thay đổi một lần nữa, là cái tên ngày nay, Ủy ban Y tế, Giáo dục, Lao động và Lương hưu, vào ngày 19 tháng 1 năm 1999.

## Thành viên của ủy ban trongQuốc hội khóa 117
| Đa số | Thiểu số |
| --- | --- |
| - Patty Murray, Washington, Chủ tịch - Bernie Sanders, Vermont - Bob Casey, Jr., Pennsylvania - Tammy Baldwin, Wisconsin - Chris Murphy, Connecticut - Tim Kaine, Virginia - Maggie Hassan, New Hampshire - Tina Smith, Minnesota - Jacky Rosen, Nevada - Ben Ray Luján, New Mexico - John Hickenlooper, Colorado | - Richard Burr, North Carolina, Thành viên Xếp hạng - Rand Paul, Kentucky - Susan Collins, Maine - Bill Cassidy, Louisiana - Lisa Murkowski, Alaska - Tim Scott, Nam Carolina - Mitt Romney, Utah - Mike Braun, Indiana - Roger Marshall, Kansas - Tommy Tuberville, Alabama - Jerry Moran, Kansas |

Ghi chú:
1. ↑  Bernie Sanders là chính khách độc lập, nhưng họp kín với Đảng Dân chủ

## Chủ tịch Ủy ban

### Ủy ban Giáo dục 1869–1870
| Chủ tịch | Chủ tịch         | Đảng     | Tiểu bang | Nhiệm kỳ  |
| -------- | ---------------- | -------- | --------- | --------- |
|          | James Harlan     | Cộng hòa | Iowa      | 1869      |
|          | Charles D. Drake | Cộng hòa | Missouri  | 1869–1870 |

### Ủy ban Giáo dục và Lao động, 1870 - 1947
| Chủ tịch | Chủ tịch             | Đảng     | Tiểu bang      | Nhiệm kỳ  |
| -------- | -------------------- | -------- | -------------- | --------- |
|          | Frederick Sawyer     | Cộng hòa | South Carolina | 1870–1873 |
|          | James W. Flanagan    | Cộng hòa | Texas          | 1873–1875 |
|          | Orris S. Ferry       | Cộng hòa | Connecticut    | 1875      |
|          | John J. Patterson    | Cộng hòa | South Carolina | 1875–1877 |
|          | Ambrose Burnside     | Dân chủ  | Rhode Island   | 1877–1879 |
|          | James E. Bailey      | Dân chủ  | Tennessee      | 1879–1881 |
|          | Henry W. Blair       | Cộng hòa | New Hampshire  | 1881–1891 |
|          | Joseph M. Carey      | Cộng hòa | Wyoming        | 1891–1893 |
|          | James H. Kyle        | Dân tuý  | South Dakota   | 1893–1895 |
|          | George Shoup         | Cộng hòa | Idaho          | 1895–1897 |
|          | James H. Kyle        | Dân tuý  | South Dakota   | 1897–1901 |
|          | Louis McComas        | Cộng hòa | Maryland       | 1901–1905 |
|          | Boies Penrose        | Cộng hòa | Pennsylvania   | 1905      |
|          | Jonathan P. Dolliver | Cộng hòa | Iowa           | 1905–1909 |
|          | William E. Borah     | Cộng hòa | Idaho          | 1909–1913 |
|          | Hoke Smith           | Dân chủ  | Georgia        | 1913–1919 |
|          | William S. Kenyon    | Cộng hòa | Iowa           | 1919–1922 |
|          | William E. Borah     | Cộng hòa | Idaho          | 1922–1924 |
|          | Lawrence C. Phipps   | Cộng hòa | Colorado       | 1924–1926 |
|          | James Couzens        | Cộng hòa | Michigan       | 1926–1929 |
|          | Jesse H. Metcalf     | Cộng hòa | Rhode Island   | 1929–1933 |
|          | David I. Walsh       | Dân chủ  | Massachusetts  | 1933–1937 |
|          | Hugo L. Black        | Dân chủ  | Alabama        | 1937      |
|          | Elbert D. Thomas     | Dân chủ  | Utah           | 1937–1945 |
|          | James E. Murray      | Dân chủ  | Montana        | 1945–1947 |

### Ủy ban Lao động và Phúc lợi Công cộng, 1947–1977
| Chủ tịch | Chủ tịch                  | Đảng     | Tiểu bang  | Nhiệm kỳ  |
| -------- | ------------------------- | -------- | ---------- | --------- |
|          | Robert A. Taft            | Cộng hòa | Ohio       | 1947–1949 |
|          | Elbert D. Thomas          | Dân chủ  | Utah       | 1949–1951 |
|          | James E. Murray           | Dân chủ  | Montana    | 1951–1953 |
|          | H. Alexander Smith        | Cộng hòa | New Jersey | 1953–1955 |
|          | Lister Hill               | Dân chủ  | Alabama    | 1955–1969 |
|          | Ralph Yarborough          | Dân chủ  | Texas      | 1969–1971 |
|          | Harrison A. Williams, Jr. | Dân chủ  | New Jersey | 1971–1977 |

### Ủy ban Nhân sự, 1977–1979
| Chủ tịch | Chủ tịch                  | Đảng    | Tiểu bang  | Nhiệm kỳ  |
| -------- | ------------------------- | ------- | ---------- | --------- |
|          | Harrison A. Williams, Jr. | Dân chủ | New Jersey | 1971–1977 |

### Ủy ban Lao động và Nhân sự, 1979–1999
| Chủ tịch | Chủ tịch                  | Đảng     | Tiểu bang     | Nhiệm kỳ  |
| -------- | ------------------------- | -------- | ------------- | --------- |
|          | Harrison A. Williams, Jr. | Dân chủ  | New Jersey    | 1971–1977 |
|          | Orrin G. Hatch            | Cộng hòa | Utah          | 1981–1987 |
|          | Ted Kennedy               | Dân chủ  | Massachusetts | 1987–1995 |
|          | Nancy Kassebaum           | Cộng hòa | Kansas        | 1995–1997 |
|          | James M. Jeffords         | Cộng hòa | Vermont       | 1997–1999 |

### Ủy ban Y tế, Giáo dục, Lao động và Lương hưu, 1999–nay
| Chủ tịch | Chủ tịch          | Đảng     | Tiểu bang     | Nhiệm kỳ  |
| -------- | ----------------- | -------- | ------------- | --------- |
|          | James M. Jeffords | Cộng hòa | Vermont       | 1999–2001 |
|          | Ted Kennedy       | Dân chủ  | Massachusetts | 2001      |
|          | James M. Jeffords | Cộng hòa | Vermont       | 2001      |
|          | Ted Kennedy       | Dân chủ  | Massachusetts | 2001–2003 |
|          | Judd Gregg        | Cộng hòa | New Hampshire | 2003–2005 |
|          | Michael Enzi      | Cộng hòa | Wyoming       | 2005–2007 |
|          | Ted Kennedy       | Dân chủ  | Massachusetts | 2007–2009 |
|          | Tom Harkin        | Dân chủ  | Iowa          | 2009–2015 |
|          | Lamar Alexander   | Cộng hòa | Tennessee     | 2015–2021 |
|          | Patty Murray      | Dân chủ  | Washington    | 2021–nay  |